# خوانيتا مورو نيلسون
خوانيتا مورو نيلسون (بالإنجليزية: Juanita Morrow Nelson)‏ هي ناشطة سلام أمريكية، ولدت في 17 أغسطس 1923، وتوفيت في 9 مارس 2015.